# Temporada 1974-75 de los Cleveland Cavaliers
La temporada 1974-75 fue la quinta de los Cleveland Cavaliers en la NBA. La temporada regular acabó con 40 victorias y 42 derrotas, ocupando el sexto puesto de la conferencia Este, quedándose a una victoria de alcanzar los playoffs.

## Elecciones en elDraft
| Ronda | Puesto | Jugador       | Posición  | Nacionalidad   | Universidad   |
| ----- | ------ | ------------- | --------- | -------------- | ------------- |
| 1     | 8      | Campy Russell | Alero     | Estados Unidos | Michigan      |
| 3     | 38     | Foots Walker  | Base      | Estados Unidos | West Georgia* |
| 3     | 39     | Kevin Restani | Ala-Pívot | Estados Unidos | San Francisco |

## Temporada regular
| División Central     | División Central | División Central | División Central | División Central | División Central | División Central | División Central | División Central |
| Equipo               | G                | P                | %                | PD               | Casa             | Fuera            | Div              |                  |
| -------------------- | ---------------- | ---------------- | ---------------- | ---------------- | ---------------- | ---------------- | ---------------- | ---------------- |
| y-Washington Bullets | 60               | 22               | .732             | –                | 36–5             | 24–17            | 22–8             |                  |
| x-Houston Rockets    | 41               | 41               | .500             | 19               | 29–12            | 12–29            | 16–14            |                  |
| Cleveland Cavaliers  | 40               | 42               | .488             | 20               | 29–12            | 11–30            | 17–13            |                  |
| Atlanta Hawks        | 31               | 51               | .378             | 29               | 22–19            | 9–32             | 11–19            |                  |
| New Orleans Jazz     | 23               | 59               | .280             | 37               | 20–21            | 3–38             | 9–21             |                  |

## Estadísticas
| Rk | Jugador         | Edad | P  | PT | MP   | TC  | TCI  | %TC  | TL  | TLI | %TL  | RO  | RD  | RT  | AS  | RB  | TAP | BP | FP  | PTS  |
| -- | --------------- | ---- | -- | -- | ---- | --- | ---- | ---- | --- | --- | ---- | --- | --- | --- | --- | --- | --- | -- | --- | ---- |
| 1  | Jim Cleamons    | 25   | 74 |    | 36.4 | 5.0 | 10.4 | .480 | 1.9 | 2.4 | .796 | 1.3 | 3.1 | 4.4 | 5.1 | 1.1 | 0.3 |    | 2.6 | 11.9 |
| 2  | Jim Chones      | 25   | 72 |    | 33.7 | 6.2 | 12.7 | .487 | 2.1 | 3.1 | .679 | 2.2 | 7.2 | 9.4 | 1.8 | 0.7 | 1.7 |    | 3.4 | 14.5 |
| 3  | Bingo Smith     | 28   | 82 |    | 32.1 | 7.1 | 14.8 | .483 | 1.6 | 2.0 | .825 | 1.3 | 3.6 | 5.0 | 2.8 | 1.0 | 0.3 |    | 2.8 | 15.9 |
| 4  | Dick Snyder     | 30   | 82 |    | 31.6 | 6.1 | 12.0 | .504 | 2.0 | 2.4 | .846 | 0.5 | 2.5 | 2.9 | 3.4 | 0.8 | 0.5 |    | 2.8 | 14.2 |
| 5  | Austin Carr     | 26   | 41 |    | 26.4 | 6.1 | 13.1 | .468 | 2.2 | 2.6 | .840 | 1.2 | 1.4 | 2.6 | 3.8 | 1.2 | 0.0 |    | 1.4 | 14.5 |
| 6  | Dwight Davis    | 25   | 78 |    | 25.2 | 3.8 | 8.5  | .443 | 2.3 | 3.1 | .718 | 1.4 | 4.6 | 5.9 | 1.9 | 0.6 | 0.5 |    | 3.3 | 9.8  |
| 7  | Jim Brewer      | 23   | 82 |    | 24.3 | 3.5 | 7.8  | .455 | 1.3 | 1.9 | .648 | 2.5 | 3.7 | 6.2 | 1.6 | 0.9 | 0.5 |    | 1.8 | 8.4  |
| 8  | Steve Patterson | 26   | 81 |    | 15.7 | 2.0 | 4.8  | .416 | 0.6 | 0.9 | .658 | 1.4 | 2.7 | 4.1 | 1.1 | 0.3 | 0.2 |    | 1.6 | 4.6  |
| 9  | Fred Foster     | 28   | 73 |    | 15.6 | 3.0 | 7.1  | .417 | 0.9 | 1.3 | .711 | 0.8 | 0.7 | 1.5 | 1.4 | 0.3 | 0.0 |    | 1.8 | 6.9  |
| 10 | Foots Walker    | 23   | 72 |    | 14.9 | 1.5 | 3.8  | .404 | 1.1 | 1.6 | .684 | 0.7 | 1.4 | 2.0 | 2.7 | 1.1 | 0.1 |    | 1.8 | 4.2  |
| 11 | Campy Russell   | 23   | 68 |    | 11.1 | 2.2 | 5.4  | .411 | 1.8 | 2.4 | .752 | 0.6 | 1.6 | 2.2 | 0.7 | 0.3 | 0.0 |    | 1.5 | 6.2  |
| 12 | Luke Witte      | 24   | 39 |    | 6.9  | 0.8 | 2.5  | .344 | 0.5 | 0.8 | .613 | 1.0 | 1.4 | 2.4 | 0.4 | 0.1 | 0.6 |    | 1.1 | 2.2  |